# Марин Понграчић
Марин Понграчић (Ландсхут, 11. септембар 1997) је хрватски фудбалер који тренутно наступа за Лече. Игра на позицији одбрамбеног играча.

## Успеси
Ред бул Салцбург
- Бундеслига Аустрије (2) : 2017/18,[6] 2018/19.[7]
- Куп Аустрије  (1) : 2018/19,[8] (финале: 2017/18)[9]